# FIFA 12
FIFA 12 — девятнадцатая по счёту футбольная игра из серии игр FIFA. FIFA 12 вышла 27 сентября 2011 года в США, 29 сентября 2011 года в России и 30 сентября 2011 года в остальной Европе и Азии. Впервые версии игры для PC, PlayStation 3 и Xbox 360 созданы на основе единого программного ядра с одинаковым набором функций. Также впервые игра вышла на операционной системе Mac OS X, правда с урезанным онлайн режимом (отсутствуют многие возможности, доступные на других платформах, в частности Ultimate Team и товарищеские матчи с друзьями через Интернет). Продажи FIFA 12 превысили количество проданных экземпляров Pro Evolution Soccer 2012 в 20 раз.

## Нововведения игры FIFA 12

### Player Impact Engine
Основным изменением для FIFA 12 стало новое программное ядро Player Impact Engine, обеспечивающее соблюдение реальных законов физики при любом взаимодействии игроков на поле. Игра обеспечивает бесконечное множество естественных и реалистичных вариантов исхода любого столкновения. Теперь игроки смогут вести более естественную борьбу за мяч и будут легче восстанавливать силы после легких столкновений.

### Precision Dribbling
Новая система Precision Dribbling повышает точность взаимодействия с мячом во время игры на ограниченном пространстве и обеспечивает игрокам больше времени на принятие решений во время атаки и дополнительный контроль над ходом матча.

### Tactical Defending
Система Tactical Defending полностью меняет оборонную тактику, делая одинаково важными и расстановку игроков, и перехваты передач, и борьбу за мяч.

### Pro Player Intelligence
Поведением виртуальных игроков на поле отныне управляет система Pro Player Intelligence, обеспечивающая им возможность самостоятельно принимать решения в зависимости от собственных навыков и оценивать сильные и слабые стороны других членов команды в любой ситуации.

### Режим Карьеры
1. Вы можете «восхвалить» или «выбить из колеи» соперника с помощью выбранных комментариев. В прессе будет опубликована статья, которая сможет повлиять на игроков, хотя, конечно, этот эффект будет не столь явным. Функция общения с прессой будет доступна только перед важными матчами.
2. Увеличено разнообразие травм:
- реальные травмы;
- вы можете вернуть игрока в состав, даже если он ещё не до конца залечил повреждение.

3. Комментарии теперь будут отражать ваш сезон, они будут переплетены со сценариями, чтобы создать ощущение целостности происходящего.
4. Стоимость каждого игрока более реалистична:
- потенциал теперь влияет на стоимость игрока, некоторые игроки будут стоить дороже из-за их потенциала;
- цены распределены с целью отразить положение вещей на реальном трансферном рынке: вратари и защитники будут стоить меньше, чем атакующие игроки и т. д.;
- ИИ гораздо более агрессивен;
- ИИ будет стараться заполучить и игроков, которые не выставлены на трансфер, таким образом, Вам придется часто отклонять предложения;
- предложения, которые Вы будете получать, будут гораздо более точно соответствовать ценности игрока;
- предложения ИИ будут колебаться ниже и выше стоимости игрока;
- с большей долей вероятности ИИ сделает повторное предложение, если вы отклонили первое;
- вы можете выиграть время на рассмотрение предложения, которое будет действительно в течение нескольких дней;
- предложения о покупке не будут ограничиваться бюджетом;
- появится возможность выкупить трансфер игрока по окончании аренды;
- выход в более высокий дивизион будет вознаграждаться увеличением трансферного бюджета;
- последний день трансферного окна теперь вынесен за пределы обычного трансферного периода.

5. Последний день трансферного окна — особенный. Окно открыто в течение последних 8 часов и клубы стараются подписать игроков «на флажке». Благодаря этой спешке, некоторые клубы, возможно, согласятся заплатить больше, чтобы заполучить данного игрока.
В последний день трансферного окна меню режима карьеры полностью меняется, стилизуясь под онлайн-трансляцию, в нём Вы сможете совершать Ваши трансферы. Меню будет отображать общую сумму денег, потраченных в течение дня, также как и каждый трансфер. Информация будет обновляться в режиме реального времени.
6. Вы можете нанимать до 3 скаутов:
- каждому скауту может быть назначен свой регион;
- вы можете давать скаутам задания искать по позициям (CM, RW, ST и т. д.);
- первоначальные отчёты скаутов будут неопределёнными, Вам придется отслеживать игрока несколько раз, чтобы получить всю доступную информацию;
- рейтинги будут включены в отчёты, но их точность будет возрастать с каждым новым отчётом;
- если Вы отслеживаете игрока слишком долго, другой клуб может опередить Вас и предложить ему контракт;
- как только Вы подписали игрока, он будет отправлен в академию, в которой вы сможете следить за его развитием.

7. Всего будет присутствовать 25 сценариев.

## Лиги
В FIFA 12 включены 29 официально лицензированных лиг из 26 стран мира.
По сравнению с FIFA 11 в FIFA 12 не включены Турецкая суперлига и Чешская Гамбринус Лига. Это, скорее всего, связано с недавними коррупционными скандалами в этих лигах.

## Команды «Остального Мира»
В FIFA 12, как и в предыдущих сериях игры, нашла своё место лига «Остальной Мир» (англ. «Rest of World»).
По сравнению с FIFA 11 лига не подверглась особым изменениям. В неё лишь были добавлены «Галатасарай» и «Расинг».

## Национальные сборные
По сравнению с FIFA 11 в FIFA 12 вошли 5 новых национальных команд: (Египет, Колумбия, Кот-д’Ивуар, Перу, Чили). Исключены из игры Сборная Китая и Сборная Чехии.

## Demo
Demo-версия игры была доступна:
- Для PC/Xbox 360: 13 сентября
- Для PlayStation 3: 14 сентября

## Саундтрек
- Alex Metric & Steve Angello (feat. Ian Brown) — Open Your Eyes (Original Mix)
- All Mankind[англ.] — Break The Spell
- Architecture in Helsinki- Escapee
- Bloco Bleque (feat. Gabriel O Pensador[англ.]) — Só tem Jogador
- Chase & Status — No Problem
- Crystal Castles (feat. Robert Smith) — Not In Love
- CSS — Hits Me Like A Rock
- Cut Copy — Where I’m Going
- Digitalism — Circles
- DJ Raff — Latino & Proud
- El Guincho[англ.] — Bombay (Fresh Touch Dub Mix)
- Empresarios — Sabor Tropical
- Foster The People — Call It What You Want
- GIVERS[англ.] — Up Up Up
- Glasvegas — The World Is Yours
- Graffiti6[англ.] — Stare Into The Sun
- Grouplove[англ.] — Colours (Captain Cutz Remix)
- The Japanese Popstars[англ.] — Let Go
- Kasabian — Switchblade Smiles
- La Vida Bohème[англ.] — El Buen Salvaje
- Little Dragon — NightLight
- Marteria[англ.] — Verstrahlt (feat. Yasha)
- Monarchy — The Phoenix Alive (Kris Menace[англ.] Remix)
- Pint Shot Riot[англ.] — Twisted Soul
- Portugal. The Man — Got It All (This Can’t Be Living Now)
- Rock Mafia — The Big Bang
- The Chain Gang Of 1974[англ.] — Hold On
- Spank Rock[англ.] — Energy
- The Medics[англ.] — City
- The Naked & Famous — Punching In A Dream
- The Strokes — Machu Picchu
- The Ting Tings — Hands
- The Vaccines — Wreckin' Bar (Ra Ra Ra)
- Thievery Corporation — Stargazer
- Tittsworth[англ.] & Alvin Risk[англ.] (feat. Maluca) — La Campana
- TV On The Radio — Will Do
- Tying Tiffany[англ.] — Drownin'

## Обложки игры
На большинстве из них присутствует либо нападающий «Манчестер Юнайтед» и сборной Англии Уэйн Руни, либо полузащитник мадридского «Реала» Кака вместе с одним или двумя другими игроками, часто из той страны, для которой предназначена обложка.
Варианты обложек:
- : Уэйн Руни и Джек Уилшир;
- : Лукас Подольски и Матс Хуммельс[5];
- : Уэйн Руни, Джампаоло Паццини и Филипп Мексес[6];
- : Нани и Кака[7]
- : Уэйн Руни, Карим Бензема и Филипп Мексес[8];
- : Жерар Пике и Хаби Алонсо[9];
- : Уэйн Руни и Балаж Джуджак[10];
- : Кака и Василий Березуцкий[11];
- : Кака, Уэйн Руни и Тим Кэхилл[12];
- : Уэйн Руни и Якуб Блащиковский[13];
- : Валентин Штокер и Матс Хуммельс[14];
- : Уэйн Руни, Лэндон Донован и Рафаэль Маркес[15];

## Отзывы
| Сводный рейтинг       | Сводный рейтинг | Сводный рейтинг | Сводный рейтинг | Сводный рейтинг |
| Издание               | Оценка          | Оценка          | Оценка          | Оценка          |
| Издание               | PC              | PS3             | PS Vita         | Xbox 360        |
| --------------------- | --------------- | --------------- | --------------- | --------------- |
| GameRankings          | N/A             | 90,65 %         | 80,30 %         | 90,55 %         |
| Русскоязычные издания |                 |                 |                 |                 |
| Издание               | Оценка          | Оценка          | Оценка          | Оценка          |
| Издание               | PC              | PS3             | PS Vita         | Xbox 360        |
| Absolute Games        | 79 %            | N/A             | N/A             | N/A             |
| PlayGround.ru         | 9,0/10          | N/A             | N/A             | N/A             |